# Église de la Résurrection-du-Christ-et-de-l'Intercession-de-la-Mère-de-Dieu
L'église de la Résurrection-du-Christ-et-de-l'Intercession-de-la-Mère-de-Dieu est une église moscovite de vieux-croyants sans prêtres (bezpopovsty) affiliée à la confession de Pomore, Église schismatique s'étant détachée de l'Église orthodoxe russe à la fin du XVIIe siècle. Elle se trouve à Moscou, ruelle Tokmakov dans le raïon Basmanny du district administratif central. C'est la première église de cette obédience à avoir été construite à Moscou après le manifeste de tolérance religieuse d'octobre 1905, sous le règne de Nicolas II.

## Histoire

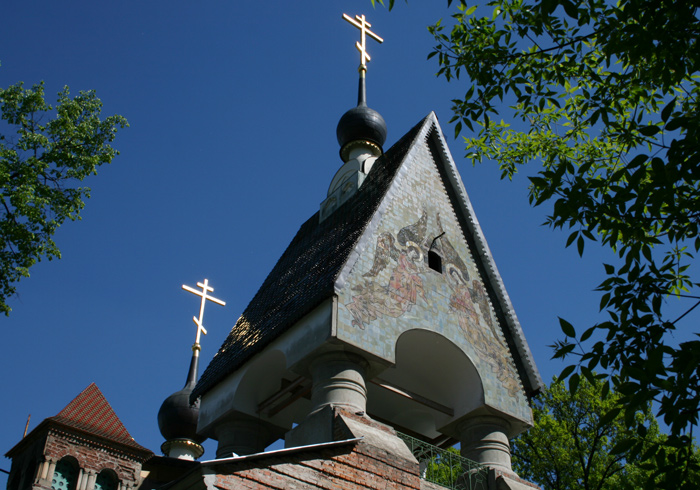
Vue du clocher.

Avec la fermeture à Moscou en 1837 de la dernière maison de prière pomore, il n'existe plus de lieu de culte pomore public. Les fidèles de cette obédience se réunissent donc dans une cinquantaine de chapelles installées dans des maisons privées. Après le manifeste d'octobre 1905 édictant la tolérance religieuse, une paroisse pomore est enregistrée officiellement au début de l'année 1907 avec comme adresse la maison de commerce de Vikoula Élisseïévitch Morozov. Des fonds sont réunis principalement par son fils l'industriel Ivan Vikoulovitch Morozov pour acheter un terrain ruelle Tokmakov et l'on fait appel à l'architecte Ilia Bondarenko. L'église est conçue dans le style des églises du nord de la Russie et construite en 1907-1908
avec un clocher sous un toit à pignon. Le granit, la brique de parement, la majolique sont utilisés pour la décoration extérieure. La majolique sur le fronton du clocher est particulièrement belle. L'iconostase en chêne et les parements en bronze foncé des icônes et dessins originaux sont remarquables. L'église est consacrée en 1908.
Des conseils pan-russes de l'Église vieille-orthodoxe pomore ont lieu à Moscou en 1909 et 1912. L'église est fermée en mars 1930 par les autorités communistes. Environ 70 icônes du XVIe au XVIIIe siècle sont transférées dans des fonds muséaux. En retour, la communauté reçoit un bâtiment du cimetière de la Transfiguration (église Saint-Nicolas), où la plupart des équipements de l'ancienne église de la ruelle Tokmakov sont transportés. Les objets impropres au transport (panicadils, cloches) quant à eux sont détruits. On installe dans l'édifice un atelier de production. Dans les années 1970, l'édifice dévasté est déclaré monument sous la protection de l'État. En 1988, le bâtiment est remis à l'Église vieille-orthodoxe pomore et l'État participe financièrement à sa rénovation.